# Dominik Štrakl
Dominik Štrakl, slovenski politik in inženir, * 9. februar 1991, Murska Sobota.
Bil je predsednik Slovenske demokratske mladine. Je član vodstva Slovenske demokratske stranke in občinski svetnik Občine Veržej. Zaposlen je v Evropskem parlamentu kot parlamentarni pomočnik delegacije evropskih poslancev SDS.

## Izobrazba
Maturiral je na Srednji poklicni in tehniški šoli Murska Sobota in diplomiral na Fakulteti za elektrotehniko, računalništvo in informatiko v Mariboru s področja računalništva in informacijskih tehnologij. Trenutno je vpisan na magistrski program Mednarodne in diplomatske študije na Fakulteti za državne in evropske študije v Kranju.

## Politika
V politiko je vstopil leta 2010, ko se je pridružil Slovenski demokratski stranki. Po dolgem delovanju v Slovenski demokratski mladini je leta 2021 postal njen predsednik. Na 19. kongresu SDS je bil z veliko podporo izvoljen tudi v izvršilni odbor SDS, Od leta 2014 je član občinskega sveta Občine Veržej, v obdobju med leti 2016 in 2020 pa je deloval tudi kot predsednik Sveta javnega zdravstvenega zavoda ZD Ljutomer. Na zadnjih parlamentarnih volitvah leta 2022 je v okraju Ljutomer kandidiral za poslanca v Državni zbor Republike Slovenije. Zaposlen je v Evropskem parlamentu kot asistent delegacije evropskih poslancev iz vrst SDS.